# Isolapotamon mahakkamense
Isolapotamon mahakkamense is een krabbensoort uit de familie van de Potamidae. De wetenschappelijke naam van de soort is voor het eerst geldig gepubliceerd in 1899 door De Man.